# نصب تشوراجيك ليسيكراتس

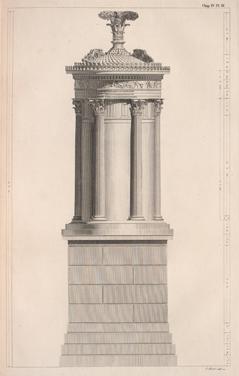
نصب تشوراجيك ليسيكراتس التذكاري، صورة من "أثار أثينا" 1762.

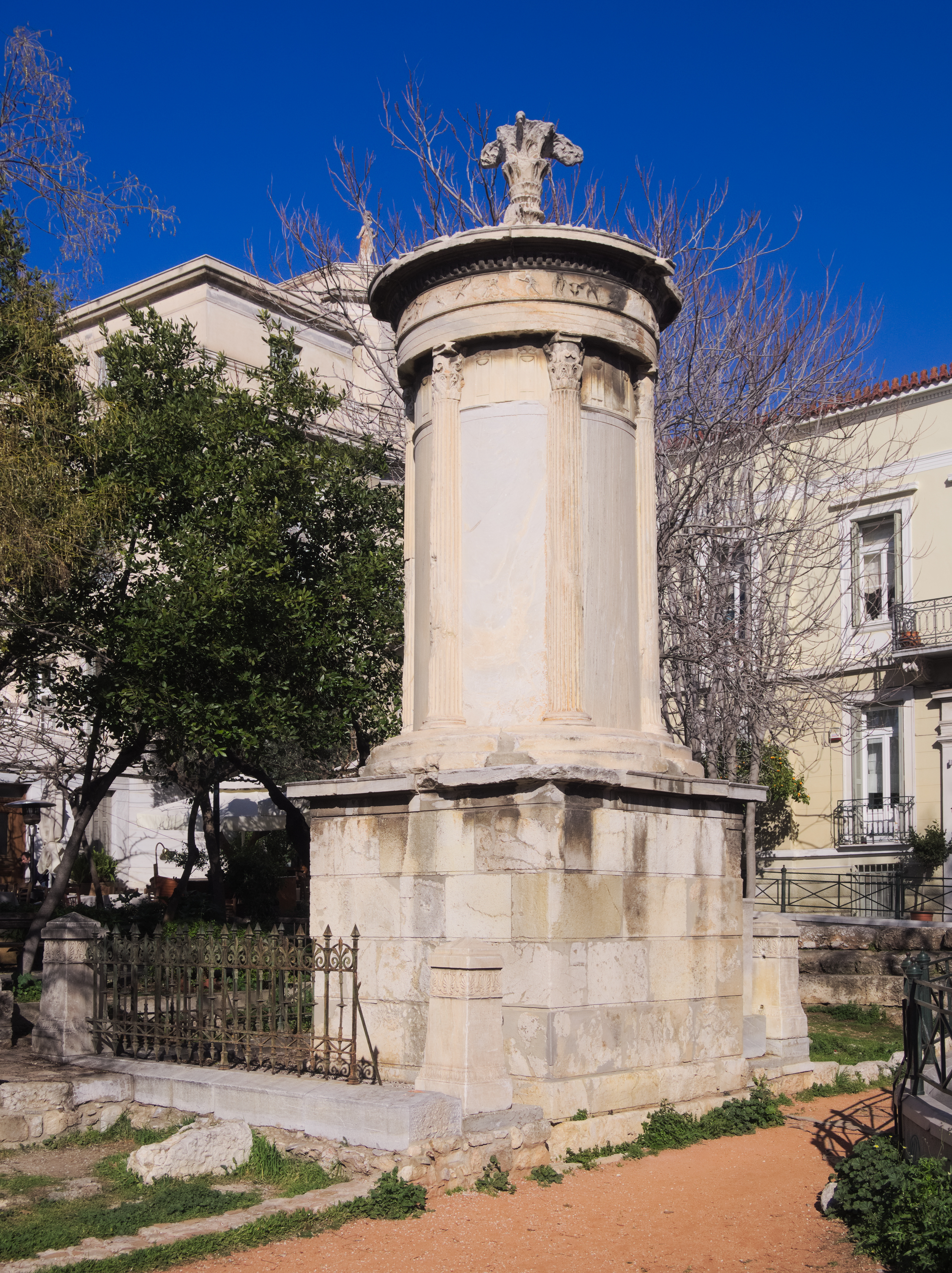
نصب تشوراجيك التذكاري

 نصب تشوراجيك ليسيكراتس بالقرب من أكروبول أثينا أقيم من قبل تشوراجيك (Choregos) ليسيكراتس، الراعي الثري للعروض الموسيقية في مسرح ديونيسيوس، لإحياء ذكرى الجائزة الأولى في 335/334 ق.م إلى واحدة من العروض التي قام برعايتها. كان التشوراجيك هو الراعي الذي دفع تكاليف الإشراف على تدريب جوقة الرقص الدرامي (Greek chorus).

## روابط خارجية
- Excerpts from guidebooks
- American Beaux-Arts uses of the Choragic Monument
- "Neoclassic architecture and the influence of Antiquity"